# Bình Thủy (phường)
Bình Thủy là một phường thuộc thành phố Cần Thơ, Việt Nam.

## Địa lý
Phường Bình Thủy có vị trí địa lý:
- Phía đông giáp phường Cái Khế và tỉnh Vĩnh Long
- Phía tây giáp phường Long Tuyền và phường Tân An
- Phía nam giáp phường Cái Khế
- Phía bắc giáp phường Thới An Đông.

Phường Bình Thủy có diện tích 15,17 km², dân số năm 2024 là 62.483 người, mật độ dân số đạt 4.118 người/km².

## Lịch sử
Ngày 30 tháng 9 năm 1970, Thủ tướng Chính phủ Việt Nam Cộng hòa ban hành Sắc lệnh số 115-SL/NV về việc cải biến xã Tân An thuộc quận Châu Thành, tỉnh Phong Dinh và các phần đất phụ cận thành thị xã Cần Thơ.
Ngày 7 tháng 6 năm 1971, Thủ tướng Chính phủ Việt Nam Cộng hòa ban hành Nghị định số 585-NĐ/NV về việc:
- Thành lập Quận Nhứt và Quận Nhì thuộc thị xã Cần Thơ.
- Thành lập khu phố An Thới thuộc Quận Nhứt trên cơ sở toàn bộ ấp Bình Nhựt thuộc xã Long Tuyền và một phần của ấp Thới Thuận, một phần của ấp Thới Hòa thuộc xã Tân An.

Tháng 8 năm 1972, Thường vụ Khu ủy Khu 9 của phía chính quyền Cộng hòa Miền Nam Việt Nam và Việt Nam Dân chủ Cộng hòa ban hành Quyết định về việc:
- Thành lập thành phố Cần Thơ trực thuộc Khu 9.
- Đồng thời, chính quyền Cách mạng vẫn duy trì các đơn vị hành chính cấp quận, phường và khóm bên dưới giống như phía chính quyền Việt Nam Cộng hòa cho đến đầu năm 1976.

Ngày 22 tháng 8 năm 1972, Tổng trưởng Nội vụ Việt Nam Cộng hòa ban hành Nghị định số 553-BNV/HCĐP/NĐ về việc chuyển khu phố An Thới thuộc Quận Nhứt thành phường An Thới.
Ngày 20 tháng 9 năm 1975, Bộ Chính trị ban hành Nghị quyết số 245-NQ/TW về việc hợp nhất tỉnh Cần Thơ (ngoại trừ huyện Thốt Nốt), tỉnh Sóc Trăng, tỉnh Trà Vinh, tỉnh Vĩnh Long thành một tỉnh, tên gọi tỉnh mới cùng với nơi đặt tỉnh lỵ sẽ do địa phương đề nghị lên.
Ngày 20 tháng 12 năm 1975, Bộ Chính trị ban hành Nghị quyết số 19/NQ về việc hợp nhất tỉnh Cần Thơ (bao gồm cả huyện Thốt Nốt của tỉnh Long Xuyên), tỉnh Sóc Trăng thành một tỉnh mới, tên gọi tỉnh mới cùng với nơi đặt tỉnh lỵ sẽ do địa phương đề nghị lên.
Ngày 24 tháng 2 năm 1976, Chính phủ Cách mạng lâm thời Cộng hòa miền Nam Việt Nam ban hành Nghị định số 3/NQ/1976 về việc hợp nhất tỉnh Cần Thơ, tỉnh Sóc Trăng và thành phố Cần Thơ thành một tỉnh mới, lấy tên là tỉnh Hậu Giang.
Ngày 24 tháng 3 năm 1976, Chính phủ ban hành Quyết định số 17/QĐ-76 về việc:
- Giải thể Quận Nhứt và Quận Nhì thuộc thành phố Cần Thơ.
- Các phường, xã trực thuộc thành phố Cần Thơ.
- Chuyển thành phố Cần Thơ trực thuộc tỉnh Hậu Giang.
- Giải thể phường An Thới, nhập địa bàn vào phường Bình Thủy và phường Cái Khế.
- Thành lập phường Bình Thủy thuộc thành phố Cần Thơ trên cơ sở một phần nhỏ đất đai trước thuộc xã Long Tuyền.

Ngày 21 tháng 4 năm 1979, Hội đồng Chính phủ ban hành Quyết định số 174-CP về việc chia phường Bình Thủy thuộc thành phố Cần Thơ thành phường An Thới (gồm cả Cồn Sơn) và phường Bình Thủy.
Ngày 26 tháng 12 năm 1991, Quốc hội ban hành Nghị quyết về việc chia tỉnh Hậu Giang thành tỉnh Cần Thơ và tỉnh Sóc Trăng.
Ngày 26 tháng 11 năm 2003, Quốc hội ban hành Nghị quyết số 22/2003/QH11 về việc chia tỉnh Cần Thơ thành thành phố Cần Thơ trực thuộc trung ương và tỉnh Hậu Giang.
Ngày 2 tháng 1 năm 2004, Chính phủ ban hành Nghị định số 05/2004/NĐ-CP về việc:
- Thành lập quận Bình Thủy thuộc thành phố Cần Thơ.
- Chuyển phường Bình Thủy thuộc thành phố Cần Thơ về quận Bình Thủy mới thành lập quản lý.

Ngày 6 tháng 11 năm 2007, Chính phủ ban hành Nghị định số 162/2007/NĐ-CP về việc thành lập phường Bùi Hữu Nghĩa thuộc quận Bình Thủy trên cơ sở điều chỉnh 637,12 ha diện tích tự nhiên và 11.185 nhân khẩu của phường An Thới.
Sau khi điều chỉnh địa giới hành chính, phường An Thới còn lại 384,83 ha diện tích tự nhiên và 14.445 nhân khẩu.
Ngày 12 tháng 6 năm 2025, Quốc hội ban hành Nghị quyết số 202/2025/QH15 về việc sắp xếp đơn vị hành chính cấp tỉnh (nghị quyết có hiệu lực từ ngày 12 tháng 6 năm 2025). Theo đó, sáp nhập tỉnh Hậu Giang và tỉnh Sóc Trăng vào thành phố Cần Thơ.
Ngày 16 tháng 6 năm 2025:
- Quốc hội ban hành Nghị quyết số 203/2025/QH15[17] về việc Sửa đổi, bổ sung một số điều của Hiến pháp nước Cộng hòa xã hội chủ nghĩa Việt Nam. Theo đó, kết thúc hoạt động của đơn vị hành chính cấp huyện trong cả nước từ ngày 1 tháng 7 năm 2025.
- Ủy ban Thường vụ Quốc hội ban hành Nghị quyết số 1668/NQ-UBTVQH15[18] về việc sắp xếp các đơn vị hành chính cấp xã của thành phố Cần Thơ năm 2025 (nghị quyết có hiệu lực từ ngày 16 tháng 6 năm 2025). Theo đó, thành lập phường Bình Thủy thuộc thành phố Cần Thơ trên cơ sở toàn bộ 3,82 km² diện tích tự nhiên, quy mô dân số là 27.193 người của phường An Thới; toàn bộ 6,02 km² diện tích tự nhiên, quy mô dân số là 23.416 người của phường Bình Thủy và phần còn lại 5,33 km² diện tích tự nhiên, quy mô dân số là 11.874 người của phường Bùi Hữu Nghĩa (sau khi điều chỉnh 1,83 km² diện tích tự nhiên, dân số là 330 người về phường Cái Khế) thuộc quận Bình Thủy.

Phường Bình Thủy có 15,17 km² diện tích tự nhiên và quy mô dân số là 62.483 người.